# Liga de Fútbol Americano Profesional de México 2016
La Temporada 2016 de la LFA fue la primera edición de la Liga de Fútbol Americano Profesional de México. Esta campaña estuvo conformada por 4 equipos, 3 de la Ciudad de México y 1 del Estado de México.
Los Mayas se coronaron como los primeros campeones del circuito al derrotar a los Raptors en la disputa del Tazón México por 29-13. El entrenador en jefe campeón fue Ernesto Alfaro.

## Equipos participantes
| Equipo  | Entrenador en jefe | Ciudad                      | Estadio                  | Capacidad |
| ------- | ------------------ | --------------------------- | ------------------------ | --------- |
| Condors | Enrique Zapata     | Ciudad de México            | Jesús Martínez "Palillo" | 6,000     |
| Eagles  | Antonio Sandoval   | Ciudad de México            | Jesús Martínez "Palillo" | 6,000     |
| Mayas   | Ernesto Alfaro     | Ciudad de México            | Jesús Martínez "Palillo" | 6,000     |
| Raptors | Rafael Duk         | Naucalpan, Estado de México | Jesús Martínez "Palillo" | 6,000     |

## Acontecimientos relevantes
- La LFA fue oficialmente presentada el 12 de enero de 2016 por el Jefe de Gobierno de la Ciudad de México Miguel Ángel Mancera,[5]
- El 21 de febrero se realizó el partido inaugural en el Estadio Jesús Martínez "Palillo" entre Raptors y Mayas que ganaron estos últimos por 34 a 6.
- El 10 de abril fue el primer Tazón México entre Raptors y Mayas, con una victoria de Mayas por 29 a 13.[6]

## Sistema de competencia
Durante la temporada regular, cada equipo se enfrentó dos veces contra cada uno de los otros equipos. Debido a que todos los equipos tuvieron como sede el Estadio Jesús Martínez "Palillo" de la Ciudad Deportiva de La Magdalena Mixiuhca, el local y el visitante fue algo meramente simbólico.
Al final de la temporada regular, los dos equipos mejor clasificados se enfrentaron en el Tazón México.
El tope salarial fue de $600,000 MXN.

## Temporada regular

### Calendario
| Semana 1      | Semana 1 | Semana 1 | Semana 1  | Semana 1  | Semana 1                 | Semana 1 |
| Fecha         | Hora     | Local    | Resultado | Visitante | Estadio                  |          |
| ------------- | -------- | -------- | --------- | --------- | ------------------------ | -------- |
| 21 de febrero | 11:00    | Raptors  | 6-34      | Mayas     | Jesús Martínez "Palillo" |          |
| 21 de febrero | 15:30    | Condors  | 30-28     | Eagles    | Jesús Martínez "Palillo" |          |

| Semana 2      | Semana 2 | Semana 2 | Semana 2  | Semana 2  | Semana 2                 | Semana 2 |
| Fecha         | Hora     | Local    | Resultado | Visitante | Estadio                  |          |
| ------------- | -------- | -------- | --------- | --------- | ------------------------ | -------- |
| 28 de febrero | 11:00    | Mayas    | 45-14     | Condors   | Jesús Martínez "Palillo" |          |
| 28 de febrero | 15:30    | Eagles   | 29-27     | Raptors   | Jesús Martínez "Palillo" |          |

| Semana 3   | Semana 3 | Semana 3 | Semana 3  | Semana 3  | Semana 3                 | Semana 3 |
| Fecha      | Hora     | Local    | Resultado | Visitante | Estadio                  |          |
| ---------- | -------- | -------- | --------- | --------- | ------------------------ | -------- |
| 6 de marzo | 11:00    | Mayas    | 33-26     | Eagles    | Jesús Martínez "Palillo" |          |
| 6 de marzo | 15:30    | Condors  | 34-40     | Raptors   | Jesús Martínez "Palillo" |          |

| Semana 4    | Semana 4 | Semana 4 | Semana 4  | Semana 4  | Semana 4                 | Semana 4 |
| Fecha       | Hora     | Local    | Resultado | Visitante | Estadio                  |          |
| ----------- | -------- | -------- | --------- | --------- | ------------------------ | -------- |
| 13 de marzo | 11:00    | Mayas    | 9-13      | Raptors   | Jesús Martínez "Palillo" |          |
| 13 de marzo | 15:30    | Eagles   | 19-0      | Condors   | Jesús Martínez "Palillo" |          |

| Semana 5    | Semana 5 | Semana 5 | Semana 5  | Semana 5  | Semana 5                 | Semana 5 |
| Fecha       | Hora     | Local    | Resultado | Visitante | Estadio                  |          |
| ----------- | -------- | -------- | --------- | --------- | ------------------------ | -------- |
| 20 de marzo | 11:00    | Raptors  | 33-12     | Eagles    | Jesús Martínez "Palillo" |          |
| 20 de marzo | 15:00    | Condors  | 18-21     | Mayas     | Jesús Martínez "Palillo" |          |

| Semana 6   | Semana 6 | Semana 6 | Semana 6  | Semana 6  | Semana 6                 | Semana 6 |
| Fecha      | Hora     | Local    | Resultado | Visitante | Estadio                  |          |
| ---------- | -------- | -------- | --------- | --------- | ------------------------ | -------- |
| 3 de abril | 11:00    | Raptors  | 20-6      | Condors   | Jesús Martínez "Palillo" |          |
| 3 de abril | 15:00    | Eagles   | 22-16     | Mayas     | Jesús Martínez "Palillo" |          |

### Standings
- Actualizadas las clasificaciones al 3 de abril de 2016.

JJ = Juegos Jugados, JG = Juegos Ganados, JP = Juegos Perdidos, JE = Juegos Empatados, PF= Puntos a favor, PC = Puntos en contra, Dif. = Diferencia entre Ptos. a favor y en contra
| Posición | Equipo  | JJ | JG | JP | JE | PF  | PC  | Dif. |
| -------- | ------- | -- | -- | -- | -- | --- | --- | ---- |
| 1        | Mayas   | 6  | 4  | 2  | 0  | 158 | 99  | 59   |
| 2        | Raptors | 6  | 4  | 2  | 0  | 139 | 124 | 15   |
| 3        | Eagles  | 6  | 3  | 3  | 0  | 136 | 139 | -3   |
| 4        | Condors | 6  | 1  | 5  | 0  | 102 | 173 | -71  |

     Clasificado al Tazón México

## Tazón México I
Mayas se convirtieron en los campeones de la primera edición del Tazón México de la LFA, al derrotar 29-13 a los Raptors en el Estadio Jesús Martínez "Palillo" de la Ciudad de México, ante 3,000 aficionados. El juego estuvo marcado por errores y castigos de la defensiva de Raptors, mientras que la ofensiva del mismo equipo hizo cuatro entregas de balón, dos intercepciones y dos fumbles, que se tradujeron en 19 puntos en contra.
Con tres recepciones para 53 yardas, dos de ellas para touchdown, el WR #81 Josué Martínez de Mayas fue elegido como el Jugador Más Valioso del partido.

### Resumen de anotaciones
| Cto. | Reloj | Serie | Serie | Serie | Eq. | Anotaciones | Marcador | Marcador |
| Cto. | Reloj | Jug.  | Yd    | TDJ   | Eq. | Anotaciones | RAP      | MAY      |
| ---- | ----- | ----- | ----- | ----- | --- | --- | -------- | -------- |
| 1    | 7:25  | 2     | 4     | 1:15  | MAY | Touchdown, acarreo de 1 yd de RB #1 Omar Cojolum, el punto extra es bueno (K #26 Mauricio Morales)                                         | 0        | 7        |
| 1    | 2:35  | 8     | 79    | 4:26  | MAY | Gol de campo, 26 yd de K #26 Mauricio Morales                                                                                              | 0        | 10       |
| 2    | 1:54  | 10    | 77    | 5:15  | MAY | Touchdown, pase de 5 yd de QB #12 Marco García a WR #81 Josúe Martínez, el punto extra es bueno (K #26 Mauricio Morales)                   | 0        | 17       |
| 2    | 0:00  | 8     | 50    | 1:54  | RAP | Touchdown, pase de 2 yd de QB #3 Víctor Martínez a WR #86 Enrique Barraza, se falla el punto extra                                         | 6        | 17       |
| 3    | 14:10 | 2     | 75    | 0:50  | MAY | Touchdown, acarreo de 72 yd de RB #1 Omar Cojolum, se falla el punto extra                                                                 | 6        | 23       |
| 3    | 7:11  | 1     | 33    | 0:06  | MAY | Touchdown, pase de 33 yd de QB #12 Marco García a WR #81 Josúe Martínez, se falla el punto extra                                           | 6        | 29       |
| 4    | 10:04 | 1     | 12    | 0:07  | RAP | Touchdown, fumble de Mayas y recuperación y acarreo de 12 yd de LB #91 Sergio Flores, el punto extra es bueno (WR & K #86 Enrique Barraza) | 13       | 29       |

| Campeón Tazón México I |
| ---------------------- |
|                        |
| Mayas                  |
| 1er Campeonato         |